# Ga Seojeongni
Ga Seojeongni (Tiếng Hàn: 서정리역, Hanja: 西井里驛) là ga đường sắt trên Tuyến Gyeongbu nằm ở Seojeong-dong, Pyeongtaek-si, Gyeonggi-do. Một số chuyến tàu Mugunghwa-ho và tất cả các chuyến Tàu điện ngầm vùng thủ đô Seoul tuyến 1 đều dừng tại ga. Nhà ga có tên phụ là Đại học Kookje (국제대학) và Đại học Kukje nằm gần đó .

## Lịch sử
- 1 tháng 1 năm 1905: Khai trương kinh doanh
- 31 tháng 12 năm 1932: Hoàn thành xây dựng nhà ga mới
- 10 tháng 9 năm 1971: Được chỉ định là trạm tiếp nhận hàng hóa antraxit.
- 1 tháng 1 năm 1994: Ngừng xử lý bưu kiện.
- 1 tháng 6 năm 2001: Việc bán vé cho các chuyến tàu Tongil cụ thể đã bị ngừng và việc tin học hóa tất cả các chuyến tàu Tongil hoạt động trên Tuyến Gyeongbu và Tuyến Janghang đã được triển khai.
- 1 tháng 1 năm 2004: Hoàn thành xây dựng nhà ga mới
- 20 tháng 1 năm 2005: Khai trương Tàu điện ngầm vùng thủ đô Seoul tuyến 1
- 1 tháng 6 năm 2009: Dịch vụ xe lửa Nuriro bắt đầu
- 30 tháng 12 năm 2010: Tạm dừng bốc dỡ hàng hóa[5]
- 30 tháng 12 năm 2019: Tuyến Nuriro giữa Seoul và Sinchang lại bị đình chỉ
- 13 tháng 1 năm 2020: Khởi động lại tuyến Nuriro (Seoul~Sinchang)
- 23 tháng 5 năm 2020: Dịch vụ Nuriro bị đình chỉ (Seoul~Sinchang)

## Bố trí ga
| ↑ Songtan        | ↑ Osan       | Songtan ↓        |
| ８７ \|          | \| ４３      | ２１ \|          |
| ↑ PyeongtaekJije | Pyeongtaek ↓ | PyeongtaekJije ↓ |

| 1·2 | ● Tuyến 1      | Địa phương·Tốc hành A·Tốc hành B | → Hướng đi Cheonan · Asan · Sinchang →               |
| 3·4 | Tuyến Gyeongbu | Mugunghwa-ho                     | → Hướng đi Cheonan · Jochiwon · Daejeon →            |
| 3·4 | Tuyến Honam    | Mugunghwa-ho                     | → Hướng đi Seodaejeon · Iksan · Gwangju →            |
| 3·4 | Tuyến Jeolla   | Mugunghwa-ho                     | → Hướng đi Seodaejeon · Jeonju · Yeosu →             |
| 5·6 | Tuyến Gyeongbu | Mugunghwa-ho                     | ← Hướng đi Suwon · Yeongdeungpo · Seoul              |
| 7·8 | ● Tuyến 1      | Địa phương·Tốc hành A·Tốc hành B | ← Hướng đi Seoul · Cheongnyangni · Đại học Kwangwoon |

## Xung quanh nhà ga
- Chi nhánh Homeplus Songtan[6]
- Văn phòng chi nhánh Songtan
- Thị trấn mới quốc tế Godeok
- Trường tiểu học Seojeongni
- Trung tâm phúc lợi hành chính Jungang-dong
- Bộ Việc làm và Lao động Chi nhánh Pyeongtaek